# Chemin des Clotasses
Le chemin des Clotasses (en occitan : camin de las Clòtas) est une voie de Toulouse, chef-lieu de la région Occitanie, dans le Midi de la France.

## Situation et accès

### Description
Le chemin des Clotasses est une voie publique. Il relie les quartiers de Pouvourville et de Rangueil.

### Voies rencontrées
Le chemin des Clotasses rencontre les voies suivantes, dans l'ordre des numéros croissants (« g » indique que la rue se situe à gauche, « d » à droite) :
1. Rue de Fondeville (g)
2. Chemin du Rat (d)
3. Chemin de Pouvourville (g)
4. Rue Hergé (g)
5. Allée Jean-Sarding (d)
6. Chemin des Sauges
7. Route de Narbonne

### Transports
Le chemin des Clotasses n'est pas directement parcouru par les transports en commun Tisséo. L'ancien village de Pouvourville est cependant régulièrement desservi par la ligne de bus 54. Du côté de la route de Narbonne se trouvent également les arrêts des lignes de bus 568182112. Les stations de métro les plus proches sont les stations Ramonville et Université-Paul-Sabatier, sur la ligne . 
Il n'existe pas de stations de vélos en libre-service VélôToulouse sur le coteau de Pouvourville. La plus proche, la station no 231, se trouve route de Narbonne, face au lycée Bellevue.

## Odonymie
Le chemin tient son nom des fondrières ou des mares (clòtas en occitan) qui le longeaient.

## Patrimoine et lieux d'intérêt

### École maternelle Jean-Pierre Vernant
L'école de garçons de Pouvourville est construite en 1879, sur les plans de l'architecte Alexandre Fitte. En 1882, la mairie fait construire au fond du jardin, par l'architecte Gabriel Bréfeil, un nouveau bâtiment destiné à abriter une classe de filles et une classe enfantine. Depuis 2010, les bâtiments sont dévolus à la seule école maternelle Jean-Pierre Vernant, à la suite de la construction de la nouvelle école élémentaire au carrefour du chemin de Pouvourville et de la rue René-Goscinny (actuel no 1)
Le corps de bâtiment en façade sur la rue de Fondeville correspond au bâtiment le plus ancien. Il se développe sur cinq travées, encadrées par des pilastres corniers, et s'élève sur deux niveaux, séparés par une fine corniche. Les façades sont enduites et les ouvertures sont rectangulaires. Au rez-de-chaussée, les deux portes, qui s'ouvrent dans les travées latérales, sont surmontées de corniches. À l'étage, la haute fenêtre qui s'ouvre dans la travée centrale est mise en valeur par un balcon, soutenu par de petites consoles, et dont le garde-corps en fonte est à motifs végétaux et géométriques. L'élévation est couronnée par une large corniche moulurée.

### Maisons de plaisance
- no  44 : domaine de la Redorte.  Inscrit MH (1987, façade de l'orangerie et intérieur de sa chapelle)[3]. 
Le domaine de la Redorte appartient, au XIIIe siècle, au capitoul Hugues de Palays. Cinq siècles plus tard, il est entre les mains de Monsieur de Saint-Aigne (ou Saint-Agne), mousquetaire du Roi, qui est probablement l'auteur des transformations de la demeure principale et de la construction de l'orangerie, dans le goût néo-classique.
- no 42: L'Orangerie se compose d'ouvertures segmentaires et ont, pour trois d'entre elles, des agrafes sculptées de mascarons représentant Cérès, Jupiter et Mercure. Des groupes sculptés en terre cuite, œuvres de François Lucas, figurent des enfants encadrant un blason. Dans la dernière travée est se trouve une chapelle contenant un autel de Gaston Virebent[4].

- no  51 : domaine du Belvédère.  Inscrit MH (1987, façades et toitures ; salon occupant la rotonde centrale) et  Inscrit MH (2016, jardin avec l'ensemble des aménagements et des constructions, à l'exclusion de la maison d'amis ; façades et toitures de la maison de gardien et de sa dépendance)[5]. 
La maison, construite entre 1795 et 1800, est un exemple rare d'architecture néo-classique Directoire à Toulouse[6].

### Fermes et bâtiments agricoles
- no  19 : ferme. 
La ferme est construite dans la première moitié du XIXe siècle. Elle se compose de plusieurs corps de bâtiment. La maison principale ouvre sur une cour intérieure. Elle se développe sur trois niveaux (rez-de-chaussée, étage et comble) et cinq travées[7].

- no  69 : pigeonnier. 
Le pigeonnier est construit dans la deuxième moitié du XIXe siècle. De base carrée, il s'élève sur un étage, qui repose sur quatre piliers. Il est couvert d'un toit à quatre pans[8].

### Œuvres publiques
- croix de mission. 
Une croix de mission s'élève sur la place qui se forme au carrefour des chemins des Clotasses et de Pouvourville, à l'entrée de l'ancien village. La croix, en fonte, est fixée sur un socle de brique.

- monument aux morts de Pouvourville. 
Le monument aux morts consiste en une simple plaque, fixée sur le mur du groupe scolaire de Pouvourville, sûrement dans la deuxième moitié du XXe siècle. Il se compose d'une plaque de marbre blanc, portant les noms des victimes de la Première et de la Seconde Guerre mondiale[9].